# Tenqey
Tenqey（テンキィ）とは、cri-soとohanaによる男性二人のユニット。
2006年に原宿で出会い、Tenqeyを結成。2007年にファーストアルバムとなるBOY'S POWERを発表し、新しい音楽を発信。オンラインによる音楽配信を中心に楽曲を発表。都内を中心に数々のクラブでライブを行い、話題になる。
全国のapple storeを回るツアーも行っている。2008年に入ると、毎月2曲のペースで新曲を配信し、勢いを増している。また、音楽だけでなく、#シリーズで日本では類を見ない音も発信している。
音楽性はヒップホップ、ロック、エレクトロ、ハードハウスなど多岐に渡る。

## 作品
- BOY'S POWER（2007年04月2日 VOLTA2レーベル）
  1. MAMA
  2. 世界で一番すてきなところは？
  3. ＃1(MONOGATARI)
  4. にいさん
  5. 桜

2008年 project『Tenqey Come on』
- January（2008年01月14日 VOLTA2レーベル）
  1. 池袋の風
  2. 1,2,S**t!!
- February（2008年02月14日 VOLTA2レーベル）
  1. くちびる
  2. ＃2
- March（2008年03月23日 VOLTA2レーベル）
  1. cheRRy
  2. WondeRland
- April（2008年04月30日 VOLTA2レーベル）
  1. 無いものねだり
  2. ＃3
- May（2008年05月30日 VOLTA2レーベル）
  1. エメラルドグリーン
  2. balanco～ぶらんこ～

数量限定プレゼントミニアルバム
- u, only u!
  1. MIDORI
  2. URBAN NIGHT
  3. DECEMBER
  4. FRUIT BASKET Radio vol.1

2009年 project『Tenqey a go go』
- January（2009年01月31日 VOLTA2レーベル）
  1. HELLO!HELLO!
  2. ＃4
- February（2009年02月27日 VOLTA2レーベル）
  1. 失われない羽根～つばさ～
  2. URBAN NIGHT Remix-oxana
- March（2009年03月23日 VOLTA2レーベル）
  1. ぬくもり
  2. 桜 Remix-oxana
- May（2009年05月31日 VOLTA2レーベル）
  1. ハレタ
  2. freest!!!
- October（2009年10月26日 VOLTA2レーベル）
  1. SUNDAYMORNING
- November（2009年11月26日 VOLTA2レーベル）
  1. MAC